# NGC 670
NGC 670 est une galaxie lenticulaire située dans la constellation du Triangle. NGC 670 a été découverte par l'astronome germano-britannique William Herschel en 1786.

## Caractéristiques
Sa vitesse par rapport au fond diffus cosmologique est de 3 422 ± 19 km/s, ce qui correspond à une distance de Hubble de 50,5 ± 3,6 Mpc (∼165 millions d'al).
NGC 670 présente une large raie HI.
À ce jour, une mesure non basée sur le décalage vers le rouge (redshift) donne une distance d'environ 32,200 Mpc (∼105 millions d'al). Cette valeur est loin à l'extérieur des valeurs de la distance de Hubble. Notons que c'est avec la valeur moyenne des mesures indépendantes, lorsqu'elles existent, que la base de données NASA/IPAC calcule le diamètre d'une galaxie et qu'en conséquence le diamètre de NGC 670 pourrait être d'environ 32,3 kpc (∼105 000 al) si on utilisait la distance de Hubble pour le calculer.

## Groupe de NGC 661
NGC 670 fait partie du groupe de NGC 661. Outre NGC 670, ce groupe de galaxies comprend les galaxies NGC 661, NGC 684 et IC 1731. Un article d'A.M. Garcia paru en 1993 fait aussi mention de trois galaxies de ce groupe, mais la galaxie NGC 661 n'y figure pas.